# Hyphodontia taiwaniana
Hyphodontia taiwaniana är en svampart som beskrevs av Sheng H. Wu 2001. Hyphodontia taiwaniana ingår i släktet Hyphodontia och familjen Schizoporaceae.   Inga underarter finns listade i Catalogue of Life.